# Мурата (футбольный клуб)
«Мурата» — футбольный клуб из Сан-Марино, выступает в Чемпионате Сан-Марино по футболу, Группа А.
Клуб основан в 1966 году, основные клубные цвета чёрный и белый.
В 2006 году клуб одержал победу в чемпионате и на следующий сезон повторил успех. УЕФА решил впервые включить клуб из Сан-Марино в розыгрыш Лиги Чемпионов 2007-08. Для усиления состава клуб подписал контракт с 41-летним бразильским игроком Алдаиром, чемпионом мира 1994 года.

## Достижения
- Чемпионат Сан-Марино по футболу: 3

2005/06, 2006/07, 2007/08
- Кубок Титанов: 3

1997, 2007, 2008
- Суперкубок Сан-Марино по футболу: 3

2006, 2007, 2009